# Minona Corona
Minona Corona est une corona, formation géologique en forme de couronne, située sur la planète Vénus par 23,5° N et 218,5° E. Elle est localisée dans le quadrangle d'Ulfrun Regio. Elle a été nommée en référence à Minona, déesse du Bénin qui garantit la fertilité à la femme et à la terre. 

## Géographie et géologie
Minona Corona couvre une surface circulaire d'environ 130 km de diamètre. 